# Schonach im Schwarzwald
Schonach im Schwarzwald är en kommun och ort i Schwarzwald-Baar-Kreis i regionen Schwarzwald-Baar-Heuberg i Regierungsbezirk Freiburg i förbundslandet Baden-Württemberg i Tyskland.  Platsen är känd som luftkurort och vintersportort. Folkmängden uppgår till cirka 4 000 invånare, på en yta av 37 kvadratkilometer.
Kommunen ingår i kommunalförbundet Raumschaft Triberg tillsammans med staden Triberg im Schwarzwald och kommunen Schönwald im Schwarzwald.
Världscupdeltävlingar i längdskidåkning och nordisk kombination har anordnats här.